# Scoparia strigigramma
Scoparia strigigramma là một loài bướm đêm trong họ Crambidae.